# Wilhelm Harster
Wilhelm Harster, född 21 juli 1904 i Kelheim, död 25 december 1991 i München, var en tysk promoverad jurist och SS-Gruppenführer. Han var från 1940 till 1943 befälhavare för Sicherheitspolizei (Sipo) och Sicherheitsdienst (SD) i det av Tyskland ockuperade Nederländerna. Från 1943 till tillfångatagandet i maj 1945 innehade han motsvarande post i Italien.
År 1949 dömdes Harster till 12 års fängelse för sin inblandning i deportationen av Nederländernas judar; han frigavs 1955. År 1967 ställdes han ånyo inför rätta, denna gång i Västtyskland, och dömdes till 15 års fängelse för medhjälp till mord i 82 354 fall. Han frisläpptes dock redan 1969.